# Koharu Biyori
Koharu Biyori (こはるびより?  lit. Verano en la India) es un popular manga de comedia romántica escrito e ilustrado por Takehito Mizuki, cuenta con una adaptación a una serie de OVAs que consta de 3 episodios, cada uno se subdivide en tres miniepisodios.
Habla de la historia de Yui, quien es una androide programado para la limpieza del hogar, la cual se tiene que enfrentar el mundo de los hombres tal como es y no como ella espera.

## Sinopsis
En un futuro no muy lejano, existen robots con apariencia humana, para hacer más cómoda la vida de las personas. Murase Takaya: un joven pervertido compra un robot programado para la limpieza, a la cual cariñosamente llama Yui, lamentablemente él la quiere para un motivo muy diferente que solo ayudar en casa, la quiere para complacer sus deseos varoniles.

## Personajes
- Yui: Un androide programado para hacer la limpieza del hogar, pero lamentablemente comprada por un pervertido llamado Murase Takaya, el cual sólo la quiere para satisfacer sus deseos fetichistas, considera a Takaya un estúpido pervertido, pero en el fondo lo quiere y hará cualquier cosa (no erótica) por una sonrisa de Takaya.

- Murase Takaya: Un pervertido que compró a Yui solo para complacer sus deseos más fetichistas. Su intención era usarla como una muñeca sexual, pero con el tiempo llegó a sentir algo más por ella.

- Sumitomo Minori: Es la hija del dueño de un Cosplay Café (Cowbeya) donde trabaja como camarera. Es muy inocente y ama secretamente a Takaya. A diferencia de Yui, a ella no le molesta usar trajes reveladores y fetichistas, al contrario, los considera lindos.

- Hagiwara Ayumi: Niñita del vecindario, parece tener una atracción hacia Takaya. A pesar de su corta edad, ya tiene un concepto de los gustos fetichistas de los hombres. Normalmente lleva cargado un conejo de peluche.

- Hagiwara Kanae: Madre de Ayumi. Viuda, pero eso no le deprime la vida, ni el hecho de tener una hija, al igual que su hija, parece estar atraída hacia Takaya. Normalmente utiliza sus grandes pechos como ventaja. Es fiestera y le gusta aparentar ser más joven de lo que es.

- Tencho(Gerente): Dueña de la empresa que fabrica robots donde Yui fue creada. Ella y Kuon son las únicas mujeres de la serie que no parecen tener ningún interés romántico por Takaya.

- Kuon: Es un androide sirvienta frustrada porque no ha habido nadie que la quiera comprar, aunque es la mejor de todas. Vive junto con la gerente.

- Sakuya: Es una muñeca creada por Takaya y fue convertida en robot por la fábrica de robots y es un robot experimental, por lo que no tiene dueño ni está a la venta, pero realiza trabajos para la compañía.

## Manga
Se publicó una serie de manga en la cual relata las historias de Takaya y Yui. Su argumento es la misma base de las OVAs pero con diferentes relatos. Se recopiló con un total de 7 volúmenes.
- Datos: Q1137128